# Parlamento de Mauritania
El Parlamento de Mauritania es el órgano legislativo unicameral de dicho país y está compuesto por 176 miembros elegidos por un periodo de cinco años y los cuales tienen sesiones en la Asamblea Nacional.
Hasta 2017, el Parlamento tenía un Senado, el cual contaba con cincuenta y tres miembros elegidos por un periodo de seis años; sin embargo, después de un referéndum, fue abolido.